# Trey Lyles
Trey Anthony Lyles (Saskatoon, 20 de outubro de 1992) é um jogador norte-americano de basquete profissional que atualmente joga pelos Sacramento Kings, disputando a National Basketball Association (NBA).Foi escolhido pelo Utah Jazz na primeira rodada do draft da NBA em 2015, na escolha de número 12. Lyles jogou pela Universidade de Kentucky antes de ingressar na NBA.

### Utah Jazz (2015-2017)
Lyles jogou dois anos pela franquia do Utah Jazz, franquia que o draftou. Em seu período com o time anotou média de 6,2 pontos e 3,5 rebotes por jogo. 

### Denver Nuggets (2017-2019)
Lyles jogou duas temporadas pelo time do Denver Nuggets. Em seu período pela franquia anotou médias de 9,2 pontos e 4,3 rebotes por jogo.

### San Antonio Spurs (2019-2020)
O pivô também atuou duas temporadas pelo time do San Antonio Spurs. Com a franquia de San Antonio manteve médias de 5,7 pontos e 4,7 rebotes por jogo.

### Detroit Pistons (2020-2021)
Lyles então atuou uma temporada pelo time do Detroit Pistons. Com o time de Detroit obteve médias de 10,4 pontos e 4,8 rebotes por jogo.

### Sacramento Kings (2021-presente)
Lyles, desde de 2021, atua pelo time do Sacramento Kings. Com a franquia Lyles mantém médias de 9,1 pontos e 4,9 rebotes por jogo.